# Conseil départemental de la Moselle
Le conseil départemental de la Moselle est l'assemblée délibérante du département français de la Moselle, collectivité territoriale décentralisée. Son siège se trouve à Metz à l’extrémité de l’île du Petit Saulcy, face à la préfecture de la Moselle.

## Gouvernance

### Élus
Le conseil départemental est constitué de 54 conseillers départementaux, à raison de deux élus pour chacun des 27 cantons du département. Leur liste est détaillée à liste des conseillers départementaux de la Moselle.
À la suite des élections départementales de 2021 dans la Moselle, les 54 conseillers départementaux sont ainsi répartis en fonction de leur rattachement politique.
| Président du Conseil départemental   |       |       |      |                              |
| Patrick Weiten (UDI)                 |       |       |      |                              |
| Parti                                | Sigle | Sigle | Élus | Groupes                      |
| Majorité (50 sièges)                 |       |       |      |                              |
| Divers droite                        |       | DVD   | 19   | Indépendants de Moselle      |
| Union des démocrates et indépendants |       | UDI   | 7    | Indépendants de Moselle      |
| Divers centre                        |       | DVC   | 4    | Indépendants de Moselle      |
| Mouvement radical                    |       | MR    | 3    | Indépendants de Moselle      |
| Les Républicains                     |       | LR    | 17   | Républicains et indépendants |
| Opposition (4 sièges)                |       |       |      |                              |
| Parti socialiste                     |       | PS    | 2    | Socialistes et Apparentés    |
| Divers gauche                        |       | DVG   | 2    | Socialistes et Apparentés    |

### Liste des présidents
Depuis la loi de décentralisation du 2 mars 1982, le président du conseil départemental (avant 2015, il était dénommé président du conseil général) préside l'assemblée départementale et dirige les services de la collectivité territoriale. Avant cette loi, le préfet (nommé par le gouvernement) dirigeait les services départementaux.

Galerie de portraits des présidents du conseil général de Moselle
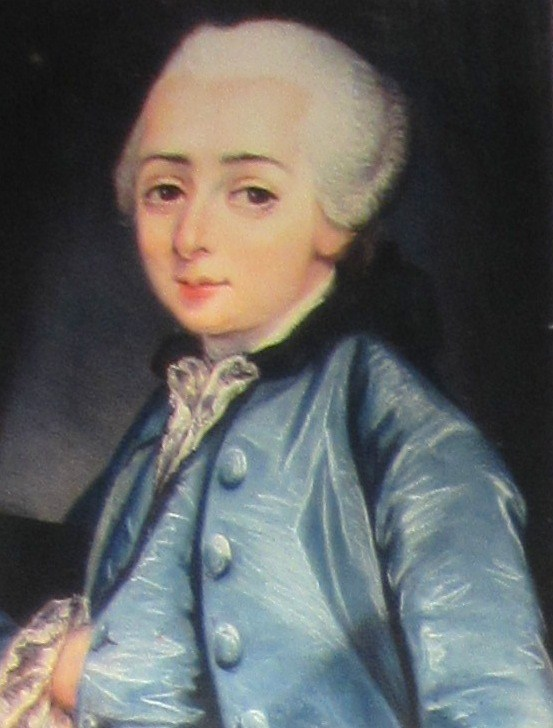
Philippe-Antoine d'Hunolstein.
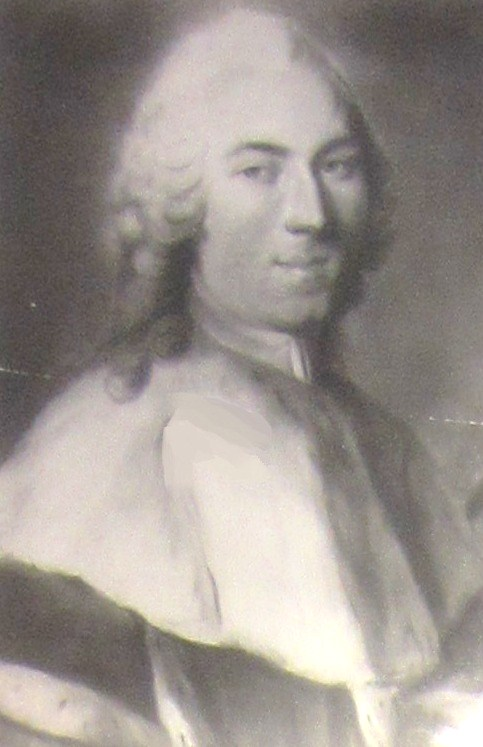
Laurent de Chazelles.
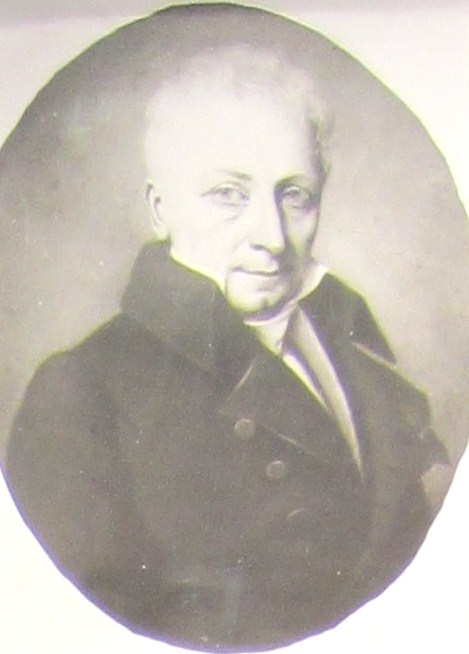
Charles-François Durand de Tichemont.
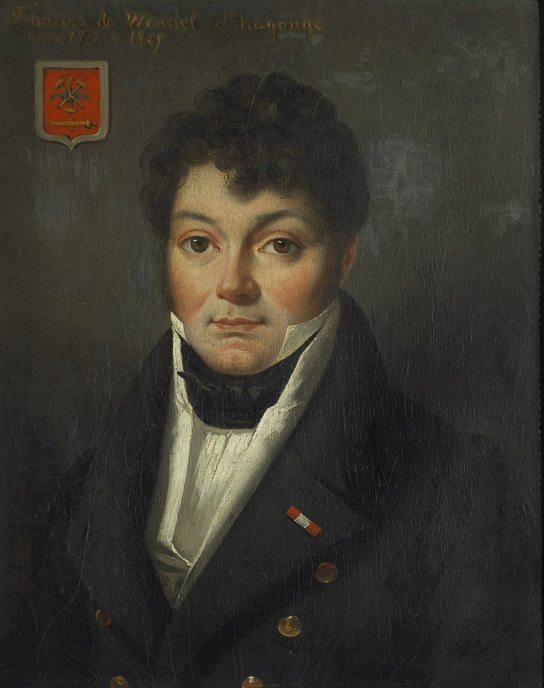
François de Wendel.
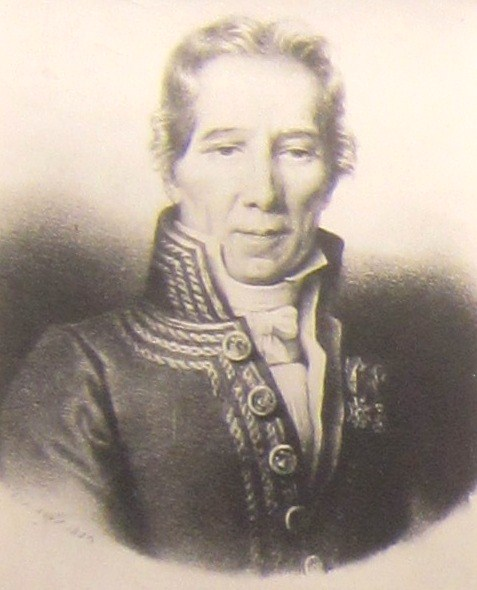
Joseph de Turmel.
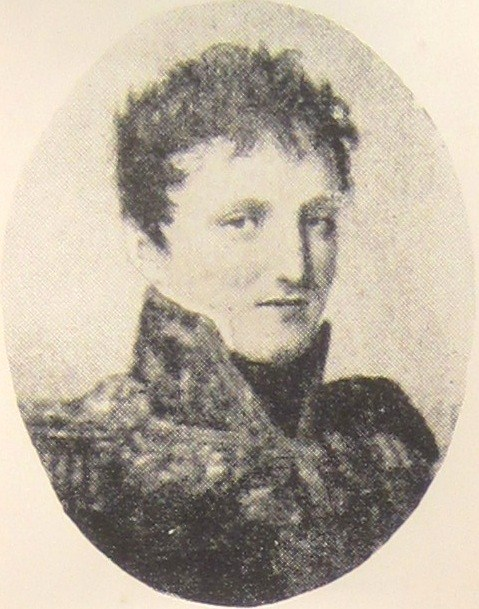
Jean-Baptiste Semellé.
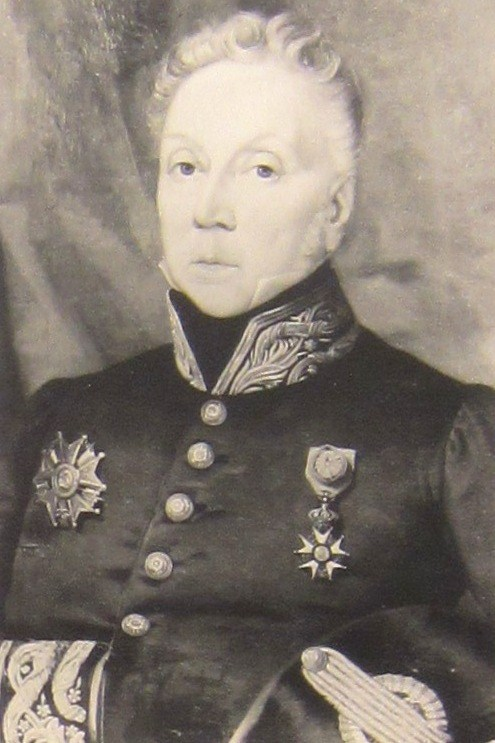
Gilbert-Jean-Baptiste Dufour.
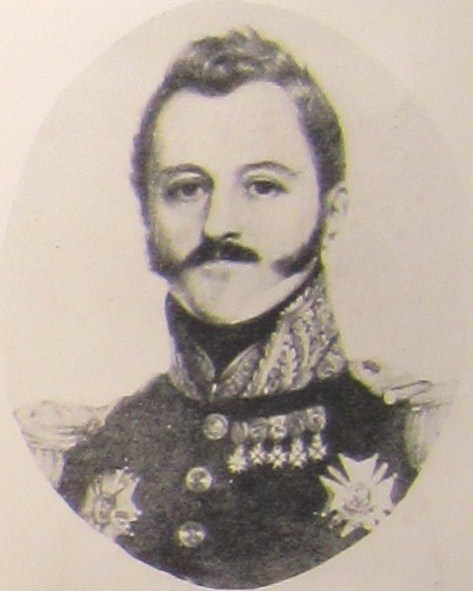
Antoine-Virgile Schneider.
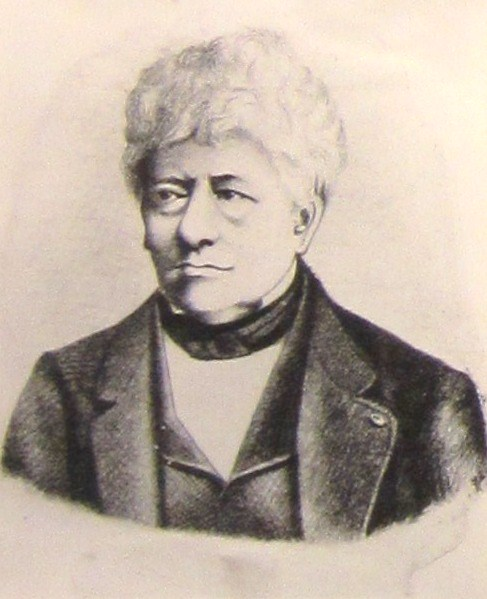
Félix Maréchal.
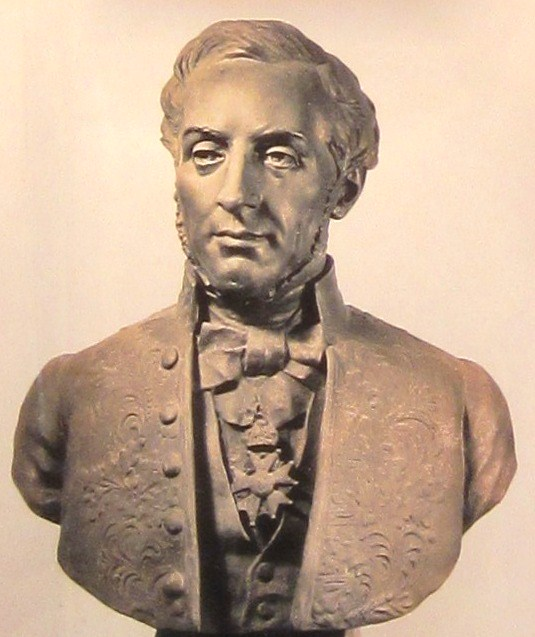
Louis Napoléon-Charles de Ladoucette.
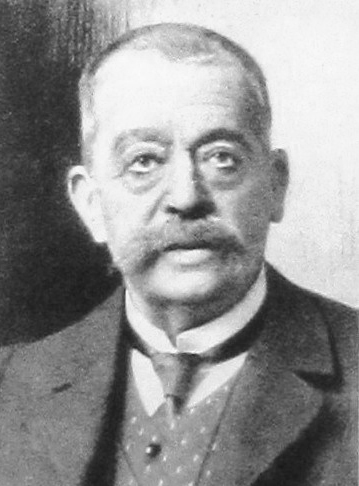
Édouard Jaunez.

### Les vice-présidents
L'institution compte actuellement 15 vice-présidents qui se répartissent les compétences du conseil départemental :
- Fernand Lormant, 1er vice-président délégué aux Finances départementales - Attractivité ;
- Valérie Romilly, vice-présidente déléguée à l'Autonomie - Santé / vice-présidente déléguée au Territoire de Metz-Orne ;
- François Lavergne, vice-président délégué à l'Éducation - Enseignement - Recherche - Relations Internationales ;
- Marie-Louise Kuntz, vice-présidente déléguée à l'Insertion - Emploi - Protection de l'Enfance ;
- Jean François, vice-président délégué aux Sports ;
- Nathalie Colin-Oesterlé, vice-présidente déléguée à la Politique de l'Habitat ;
- Laurent Steichen, vice-président délégué au Tourisme - Sites Moselle Passion - Relations avec les Territoires - Politique Contractuelle ;
- Sonia Cristinelli-Fraiboeuf, vice-présidente déléguée à la Sécurité / vice-présidente déléguée au Territoire de Sarreguemines-Bitche ;
- David Suck, vice-président délégué à l'Aménagement du Territoire - Agriculture - Politique des Sites et Massifs ;
- Pauline Lapointe-Zordan, vice-présidente déléguée à la Jeunesse - Gestion Relation Citoyenne ;
- Patrick Reichheld, vice-président délégué à l'Environnement - Espaces Naturels / vice-président délégué au Territoire de Sarrebourg Château-Salins ;
- Carmen Diligent, vice-présidente déléguée à la Relation avec la Région - Mémoire Patriotique ;
- Jean-Paul Dastillung vice-président délégué aux Infrastructures - Mobilité - Construction - Gestion du Patrimoine Immobilier - Très Haut Débit / vice-président délégué au Territoire de Forbach Saint-Avold ;
- Rachel Zirovnik, vice-présidente déléguée aux Relations avec le Luxembourg / vice-présidente déléguée au Territoire de Thionville ;
- Jean Cunat, vice-président délégué à la Culture.

## Identité visuelle

Logo de la Moselle (conseil général) de [Quand ?] à 2009
Logo de la Moselle (conseil général) de 2009 à 2015
Logo de la Moselle (conseil départemental) de 2015 à 2018
Logo de la Moselle (conseil départemental) depuis 2019

### Pages connexes
- Liste des conseillers départementaux de la Moselle
- Liste des cantons de la Moselle
- Liste des anciens cantons de la Moselle